# Hanky Panky (album)
Hanky Panky è un album della band The The pubblicato nel 1994 per la Epic Records.
È un album tributo a Hank Williams, composto esclusivamente da canzoni scritte dal famoso cantautore country reinterpretate dal gruppo. In quest'album collabora anche Gail Ann Dorsey, la bassista di David Bowie con lo pseudonimo di Hollywood dorsey.

## Tracce
1. Honky Tonkin'
2. Six More Miles
3. My Heart Would Know
4. If You'll Be A Baby To Me
5. I'm A Long Gone Daddy
6. Weary Blues From Waitin'
7. I Saw the Light
8. Your Cheatin' Heart
9. I Can't Get You Off of my Mind
10. There's a Tear in My Beer
11. I Can't Escape from You